# Дисульфит калия
Дисульфит калия — неорганическое соединение, соль калия и дисернистой кислоты с химической формулой {\displaystyle \mathrm {K} _{2}\mathrm {S} _{2}\mathrm {O} _{5}}. Представляет собой бесцветные кристаллы, которые растворяются в воде. Зарегистрирован в качестве пищевой добавки E224.

## Физические свойства
Дисульфит калия образует бесцветные кристаллы
моноклинной сингонии,
пространственная группа P 21/m,
параметры ячейки a = 0,755 нм, b = 0,619 нм, c = 0,695 нм, β = 102,7°, Z = 2.
Растворяется в воде, слабо растворяется в этаноле, не растворяется в эфире.

## Применение
- Пищевая добавка E224 — используется как консервант и антиоксидант при обработке вин, для сохранения надлежащего цвета и вкуса, в пивоваренной промышленности — как стабилизатор, останавливая процессы брожения. Кроме того, консервант E224 применяется при обработке сухих фруктов, а также в некоторых видах кондитерских изделий.
- Компонент кислого фотографического фиксажа.
- Используется при крашении тканей.

## Токсичность и безопасность
При использовании в химической промышленности дисульфит калия может раздражать кожу, глаза и дыхательные пути. В качестве пищевой добавки в пищевой промышленности признан безопасным ингредиентом.
Управление по санитарному надзору за качеством пищевых продуктов и медикаментов (FDA) признаёт дисульфит калия как «общепризнанную безопасную» (GRAS) пищевую добавку в США, за исключением его использования в продуктах, признанных источником витамина B1 (тиамина), поскольку дисульфит калия (наряду с добавками E220-E228, выделяющими диоксид серы) разлагает этот микронутриент и его использование в перечне богатых витамином B1 продуктов, а также фруктов и овощей запрещено.
По данным Объединённого экспертного комитета ФАО/ВОЗ по пищевым добавкам (JECFA), допустимое суточное потребление (ДСП) дисульфита калия составляет 0,7 мг/кг массы тела (в пересчёте с диоксида серы). В 2016 году Европейское агентство по безопасности продуктов питания (EFSA), проводя пересмотр безопасности E224, признало текущее ДСП безопасным.